# آلوارو پینو
آلوارو پینو (اسپانیایی: Álvaro Pino‎؛ زادهٔ ۱۷ اوت ۱۹۵۶) دوچرخه‌سوار اهل اسپانیا است. وی در مسابقات تور دو فرانس و جیرو دیتالیا شرکت کرده‌است.